# Адемар V (виконт Лиможа)
Бозон де Лимож, Адемар V (фр. Boson de Limoges, Adémar V; 1139/1143 — 1199) — виконт Лиможа из рода де Комбор. При осаде его замка в 1199 году был смертельно ранен король Ричард Львиное Сердце.
Единственный сын виконта Адемара IV и его жены Маргариты де Тюренн.
В 1148 году умер его отец, мать вскоре вышла замуж за Гильома Ангулемского, и Адемар V до совершеннолетия воспитывался родственниками.
В 1154 году контроль над Лиможем установил герцог Аквитании (по правам жены) Генрих Плантагенет, ставший королём Англии. Власть виконта была ограничена.
Между 1156 и 1159 годом Адемар V женился на Саре Дунстанвиль, внучке англо-нормандского короля Генриха I и потенциальной наследнице графства Корнуолл — двоюродной сестре Генриха Плантагенета. Этот факт, и совместное с англичанами участие в осаде Тулузы позволили виконту в 1159 году полностью восстановить свою власть в Лиможе.
В 1173—1174 годах Адемар V де Лимож участвовал в восстании аквитанского герцога Ричарда Львиное Сердце против отца — короля Генриха II. Восстание было подавлено, герцог Ричард подчинился отцу, бросив на произвол судьбы своих бывших союзников.
После этого он стал злейшим врагом аквитанских баронов, и между ними началась настоящая война. В 1176 году Ричард Львиное Сердце захватил несколько лиможских замков. Кроме того, жена Адемара V была вынуждена отказаться от притязаний на графство Корнуолл.
В 1179—1180 Адемар годах совершил паломничество в Иерусалим. По возвращении из Святой Земли он принял участие в новом восстании баронов с герцогом Ричардом (1181—1182), тоже подавленном с помощью английского короля.
В 1183 году началась междоусобная война сыновей короля Генриха II за французские владения. Адемар V принял сторону Генриха Молодого и Жоффруа Бретонского против Ричарда Львиное Сердце — их брата, которого поддержал отец. Война окончилась со смертью Генриха Молодого в июне 1183 года. Лимож заняли королевские войска.
В 1189 году Ричард Львиное Сердце унаследовал королевский трон, что привело к временному примирению между ним и аквитанскими баронами. В 1189—1192 Адемар V вместе с королём участвовал в Крестовом походе.
В 1196 году Ричард назначил герцогом Аквитании своего племянника Оттона Брауншвейгского. Тот в 1198 году вернулся в Германию, где был избран королём. Воспользовавшись безвластием, аквитанские бароны снова восстали. Их поддержал французский король Филипп Август, но его войско потерпело поражение.
После этого Ричард Львиное Сердце отправился в Аквитанию, чтобы наказать непокорных вассалов. Он осадил город Шалюс, принадлежавший виконту Адемару. 25 марта 1199 года он был ранен, рана воспалилась, и стала причиной смерти короля.
Через несколько дней после смерти Ричарда Адемар V и его сын Ги принесли присягу французскому королю Филиппу Августу.
Виконт Лиможа пережил своего врага ненадолго: он умер в том же году. Согласно «Хронике» Роджера Ховеденского, он был убит Филиппом де Коньяк — внебрачным сыном Ричарда Львиное Сердце, однако правдивость этой версии сомнительна (хотя трубадур Гираут де Борнель говорил о неожиданной для всех смерти виконта Адемара).

## Семья
Адемар V был женат на Саре Дунстанвилль, дочери Реджинальда Дунстанвилля, первого графа Корнуоллского, и его жены Беатрисы ФицДжеральд. Дети:
- Адемар (ум. 1195)
- Ги V (ум. 29 марта 1230), виконт Лиможа
- Маргарита ∞ Эли де Перигор
- Эглина
- Умберга ∞ Жоффруа де Лузиньян, граф Яффы
- Мария ∞ виконт Эбль V де Вантадур
- Гильом Паломник (ок. 1179—1223).